# Spencer Bloch
Spencer Janney Bloch (Nova Iorque, 22 de maio de 1944) é um matemático estadunidense.
Foi palestrante convidado do Congresso Internacional de Matemáticos em Helsinque (1978: Algebraic K-theory and zeta functions of elliptic curves) e Quioto (1990: Algebraic K-theory, Motives and Algebraic Cycles).